# 対流圏界面
対流圏界面（たいりゅうけんかいめん、英: tropopause）は、地球の大気圏内にある対流圏と成層圏の境界領域である。

## 概要
対流圏は地球の大気層の中で最も下にあり、気象現象の起こる層である。地表から始まり、高さの範囲は平均して両極では6km、赤道では17kmほどである。成層圏は赤道ではおよそ17kmの高度から始まり、50kmほどまでである。オゾン層の存在する場所でもある。赤道の上空で最も高く、南極や北極の上空で最も低い。（近年の観測では赤道近傍において南北に高度が増加するU字型の構造をとることが明らかとなっている。）このため、大気圏で最も冷たい層は、赤道上空の約17kmの場所である。対流圏界面には、赤道対流圏界面と極対流圏界面の2つのタイプがある。
対流圏界面の位置は、対流圏から成層圏までの気温減率を測定することで分かる。対流圏での気温減率は、平均すると1kmあたり6.5℃である。これは、1km上昇するごとに温度が6.5℃下がることを意味している。しかし成層圏では高度とともに温度が上昇する。気温減率がプラス（対流圏）からマイナス（成層圏）になる、つまり高度と共に温度が下がらず上昇し始める大気圏の領域が対流圏界面である。対流圏界面として最も高度の低い「第1圏界面」について世界気象機関で使われている厳密な定義は次の通りである。
500hPa面以上の高さで気温減率が2℃/kmまたはそれ以下に下がり、その面から2km高い範囲内の全ての面で平均減率が2℃/kmを超えない層の最下面
また、世界気象機関は「第1圏界面」より高い範囲で圏界面の存在を特定するための定義も定めている。このような圏界面の定義は気象庁も同じものを用いている。
定義変数として鉛直温度勾配の代わりに渦位（en:potential vorticity）を使う動的な定義もある。普遍的に使われている訳ではないが最も一般的に使われている閾値は、2PVU または 1.5PVU の面を対流圏界面とするものである。PVU は渦位の単位（1PVU = 10-6 K m2 kg-1 s-1）を表す。この閾値は正または負の値をとる（例えば 2 PVU や -2 PVU）が、それぞれ北半球と南半球の面を示している。このようにグローバルな対流圏界面を定義するためには、一定の温位（en:potential temperature）面のような別のタイプの面を使い、正・負の閾値から生じる2つの面を赤道付近で連結する必要がある。
化学組成の用語で対流圏界面を定義することもできる。例えば、成層圏の下部を対流圏の上部と比べると、オゾン濃度は遥かに高く、水蒸気濃度は遥かに低い。これらのうち適切な閾値を使うことができる。
対流圏界面は「堅い」境界ではない。例えば、特に熱帯性の発達した積乱雲は、対流圏を突破して成層圏の下部にまで達し、暫くの間（時間単位の）低周波で垂直に振動することがある。このような振動により、低周波の大気の波列が引き起こされ、その周辺地域の気流や海流に影響が及ぶ。